# Romain Métanire
Romain Métanire (Metz, 28 de março de 1990) é um futebolista franco-malgaxe que atua como lateral-direito. Atualmente, está sem clube

## Carreira
Métanire iniciou a carreira no Metz, onde chegou em 1997 e jogou nas categorias de base até 2009. Estreou no time B em outubro de 2008, contra o SR Colmar. Sas atuações fizeram com que ele fosse promovido também à equipe principal em 2010, estreando contra o Clermont Foot, substituindo Gaëtan Englebert. Em 8 anos de clube, Métanire disputou 161 partidas pelo Metz e fez 2 gols, além de ter jogado 32 vezes pelo time reserva (também com 2 gols). Contabilizando os jogos das Copas da França e da Liga, entrou em campo 179 vezes.
Em julho de 2016, assinou com o KV Kortrijk, tendo atuado apenas 18 vezes pelos De Kerels. Voltou à França em janeiro de 2017, assinando com o Stade de Reims, participando de 56 partidas pelo clube - ainda entrou em campo 2 vezes pela equipe reserva. Após 2 partidas na temporada 2018–19, Métanire saiu do Reims e foi contratado pelo Minnesota United.

## Seleção Malgaxe
Francês de nascimento, Métanire (que também possui origens na ilha de Reunião) optou em jogar pela Seleção Malgaxe em 2018. Sua estreia foi em agosto do mesmo ano, contra o Senegal, pelas eliminatórias da Copa Africana de Nações de 2019 (empate por 2 a 2).
O lateral-direito foi um dos 9 franceses convocados por Nicolas Dupuis ao torneio, sediado no Egito - Ibrahima Dabo, Dimitry Caloin, Marco Ilaimaharitra, Jérémy Morel e Jérôme Mombris nasceram na França continental, enquanto William Gros, Thomas Fontaine e Melvin Adrien são naturais da ilha de Reunião. Métanire disputou os 5 jogos da surpreendente campanha dos malgaxes na Copa Africana, encerrada após uma derrota por 3 a 0 para a Tunísia nas quartas-de-final.

## Títulos
Reims
- Ligue 2: 2017–18

### Individuais
- Time do ano da UNFP Ligue 2: 2013–14[6]
- MLS All-Star: 2019[7]
- Ordem Nacional de Madagascar: 2019[8]